# Ilana Kloss
Ilana Kloss (Johannesburg, 12 marzo 1956) è un'ex tennista sudafricana.

## Carriera
In carriera ha vinto 19 titoli di doppio, tra cui gli US Open nel 1976, e un titolo di doppio misto, l'Open di Francia nel 1976.
In Fed Cup ha disputato un totale di 17 partite, ottenendo 12 vittorie e 5 sconfitte.

## Statistiche

### Doppio

#### Vittorie (19)
| Numero | Anno              | Torneo                                        | Superficie  | Compagna         | Avversarie in finale                | Punteggio     |
| 1.     | 29 luglio 1973    | WTA Cleveland, Cleveland                      | Cemento     | Pat Walkden      | Janice Metcalf Laurie Tenney        | 1-6, 7-6, 6-1 |
| 2.     | 12 agosto 1973    | Cincinnati Open, Cincinnati                   | Terra rossa | Pat Walkden      | Evonne Goolagong Janet Young        | 7-6, 3-6, 6-2 |
| 3.     | 3 dicembre 1973   | South African Open, Johannesburg              | Cemento     | Linky Boshoff    | Chris Evert Virginia Wade           | 7-6, 2-6, 6-1 |
| 4.     | 2 maggio 1976     | Family Circle Cup, Amelia Island              | Terra rossa | Linky Boshoff    | Kathy Kuykendall Valerie Ziegenfuss | 6-3, 6-2      |
| 5.     | 17 maggio 1976    | British Hard Court Championships, Bournemouth | Terra rossa | Linky Boshoff    | Lesley Charles Sue Mappin           | 6-3, 6-2      |
| 6.     | 23 maggio 1976    | WTA German Open, Amburgo                      | Terra rossa | Linky Boshoff    | Laura duPont Wendy Turnbull         | 4-6, 7-5, 6-1 |
| 7.     | 29 maggio 1976    | Internazionali d'Italia, Roma                 | Terra rossa | Linky Boshoff    | Virginia Ruzici Mariana Simionescu  | 6-1, 6-2      |
| 8.     | 15 agosto 1976    | US Clay Court Championships, Indianapolis     | Terra rossa | Linky Boshoff    | Laura duPont Wendy Turnbull         | 6-2, 6-3      |
| 9.     | 1976              | US Open, New York                             | Cemento     | Linky Boshoff    | Ol'ga Morozova Virginia Wade        | 6-1, 6-4      |
| 10.    | 15 maggio 1977    | WTA German Open, Amburgo                      | Terra rossa | Linky Boshoff    | Regina Maršíková Renáta Tomanová    | 2-6, 6-4, 7-5 |
| 11.    | 14 agosto 1977    | US Clay Court Championships, Indianapolis     | Terra rossa | Linky Boshoff    | Mary Carillo Wendy Overton          | 5-7, 7-5, 6-3 |
| 12.    | 22 agosto 1977    | Canada Open, Toronto                          | Cemento     | Linky Boshoff    | Rosie Casals Evonne Goolagong       | 6-2, 6-3      |
| 13.    | 2 ottobre 1977    | Eckerd Tennis Open, Palm Harbor               | Terra rossa | Linky Boshoff    | Brigette Cuypers Marise Kruger      | 6-7, 6-2, 6-2 |
| 14.    | 4 dicembre 1977   | South African Open, Johannesburg              | Cemento     | Linky Boshoff    | Brigette Cuypers Marise Kruger      | 5-7, 6-3, 6-3 |
| 15.    | 27 agosto 1978    | WTA New Jersey, Mahwah                        | Cemento     | Marise Kruger    | Barbara Potter Pam Whytcross        | 6-1, 6-3      |
| 16.    | 18 settembre 1978 | WTA San Antonio, San Antonio                  | Cemento     | Marise Kruger    | Laura duPont Françoise Dürr         | 6-1, 6-4      |
| 17.    | 24 febbraio 1980  | Avon Championships of Detroit, Detroit        | Sintetico   | Billie Jean King | Kathy Jordan Anne Smith             | 3-6, 6-3, 6-2 |
| 18.    | 2 marzo 1980      | Avon Championships of Houston, Houston        | Sintetico   | Billie Jean King | Betty Stöve Wendy Turnbull          | 3-6, 6-1, 6-4 |
| 19.    | 20 aprile 1980    | Bausch & Lomb Championships, Amelia Island    | Terra rossa | Rosemary Casals  | Kathy Jordan Pam Shriver            | 7-6, 7-6      |

### Doppio

#### Finali perse (20)
| Numero | Anno              | Torneo                                     | Superficie  | Compagna            | Avversarie in finale               | Punteggio     |
| 1.     | 5 agosto 1973     | USLTA Atlantic City, Atlantic City         |             | Pat Walkden         | Chris Evert Marita Redondo         | 4-6, 4-6      |
| 2.     | 16 settembre 1973 | Charlotte Classic, Charlotte               | Terra rossa | Martina Navrátilová | Evonne Goolagong Janet Young       | 2-6, 0-6      |
| 3.     | 10 ottobre 1976   | Thunderbird Classic, Phoenix               | Cemento     | Linky Boshoff       | Billie Jean King Betty Stöve       | 2-6, 1-6      |
| 4.     | 12 dicembre 1976  | Sunsmart Victorian Open, Melbourne         | Erba        | Linky Boshoff       | Margaret Smith Court Betty Stöve   | 2-6, 4-6      |
| 5.     | 30 ottobre 1977   | Puerto Rico Open, San Juan                 | Cemento     | Linky Boshoff       | Rosie Casals Billie Jean King      | 6-4, 2-6, 3-6 |
| 6.     | 24 settembre 1978 | Montreal Classic, Montréal                 | Cemento     | Marise Kruger       | Julie Anthony Billie Jean King     | 4-6, 4-6      |
| 7.     | 15 ottobre 1978   | US Indoors, Minneapolis                    | Sintetico   | Lesley Hunt         | Kerry Melville Reid Wendy Turnbull | 3-6, 3-6      |
| 8.     | 22 ottobre 1978   | Brighton International, Brighton           | Sintetico   | Joanne Russell      | Betty Stöve Virginia Wade          | 0-6, 6-7      |
| 9.     | 17 dicembre 1978  | Southern Cross Classic, Adelaide           | Erba        | Marise Kruger       | Lesley Hunt Sharon Walsh           | 2-6, 2-6      |
| 10.    | 30 dicembre 1978  | New South Wales Open, Sydney               | Erba        | Marise Kruger       | Lesley Hunt Sharon Walsh           | 2-6, 1-6      |
| 11.    | 4 febbraio 1979   | Avon Championships of Chicago, Chicago     | Sintetico   | Greer Stevens       | Rosemary Casals Betty Ann Stuart   | 6–3, 5-7, 5-7 |
| 12.    | 20 maggio 1979    | WTA Austrian Open, Vienna                  | Terra rossa | Betty Ann Stuart    | Dianne Fromholtz Marise Kruger     | 6-3, 4-6, 1-6 |
| 13.    | 24 giugno 1979    | International Women's Open, Eastbourne     | Erba        | Betty Ann Stuart    | Betty Stöve Wendy Turnbull         | 2-6, 2-6      |
| 14.    | 28 ottobre 1979   | Eckerd Tennis Open, Clearwater             | Cemento     | Betty Ann Stuart    | Virginia Ruzici Anne Smith         | 5-7, 6-4, 5-7 |
| 15.    | 5 novembre 1979   | Stockholm Open, Stoccolma                  | Cemento     | Billie Jean King    | Wendy Turnbull Betty Stöve         | 5-7, 6-7      |
| 16.    | 25 novembre 1979  | Brighton International, Brighton           | Sintetico   | Laura duPont        | Ann Kiyomura Anne Smith            | 2-6, 1-6      |
| 17.    | 16 marzo 1980     | Avon Championships of Boston, Boston       | Sintetico   | Billie Jean King    | Rosemary Casals Wendy Turnbull     | 4-6, 6-7      |
| 18.    | 15 giugno 1981    | Surrey Grass Court Championships, Surbiton | Erba        | Billie Jean King    | Sue Barker Ann Kiyomura            | 1-6, 7-6, 1-6 |
| 19.    | 14 marzo 1982     | Avon Championships of Dallas, Dallas       | Sintetico   | Billie Jean King    | Martina Navrátilová Pam Shriver    | 4-6, 4-6      |
| 20.    | 9 maggio 1982     | Internazionali d'Italia, Perugia           | Terra rossa | Billie Jean King    | Kathleen Horvath Yvonne Vermaak    | 6-2, 4-6, 6-7 |

### Doppio misto

#### Vittorie (1)
| Numero | Anno | Torneo                  | Superficie  | Compagno    | Avversari in finale            | Punteggio     |
| 1.     | 1976 | Open di Francia, Parigi | Terra rossa | Kim Warwick | Linky Boshoff Colin Dowdeswell | 5–7, 7–6, 6–2 |